# Textilia

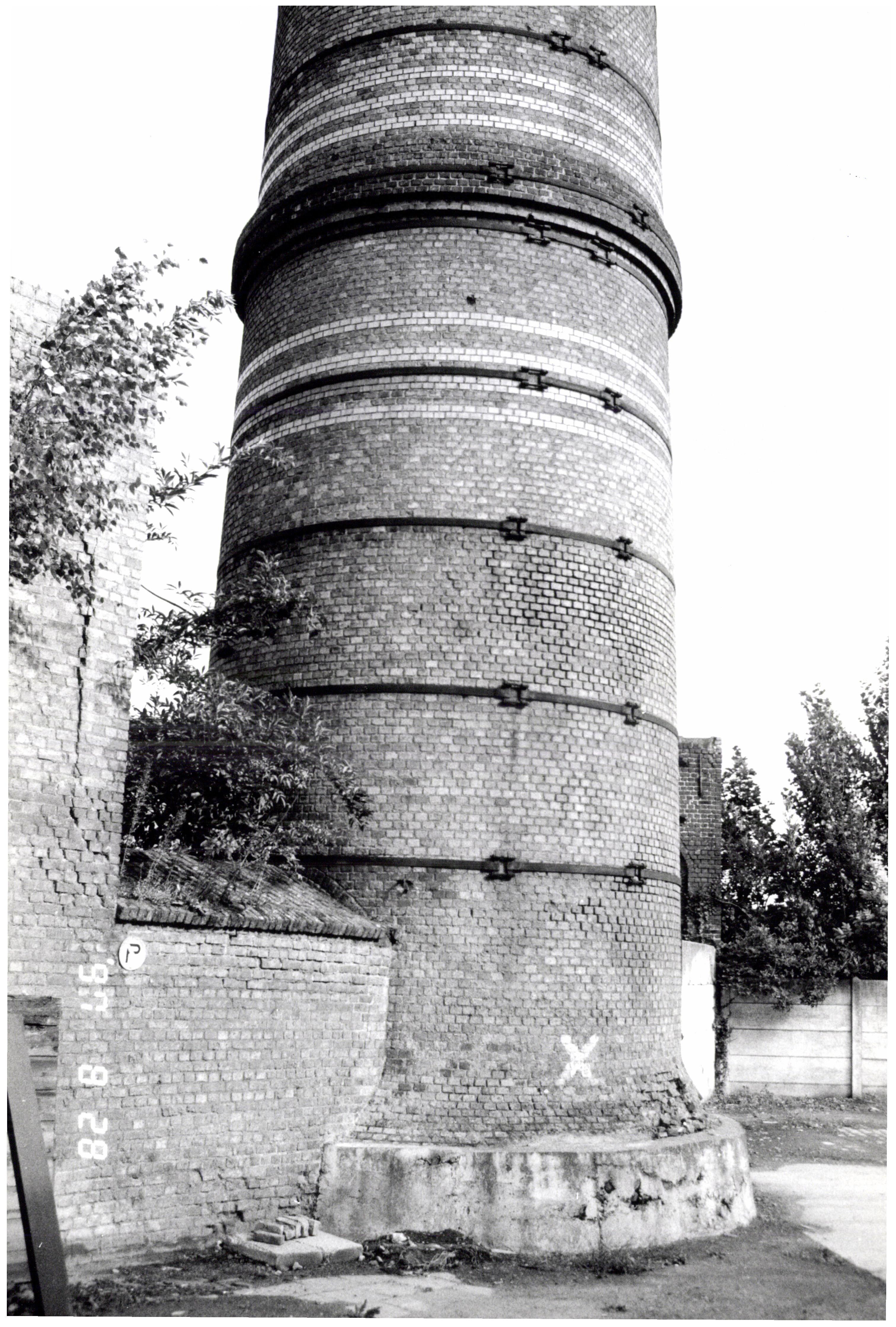
De schoorsteen

Textilia is een voormalige textielfabriek in de tot de Oost-Vlaamse gemeente Lievegem behorende plaats Waarschoot, gelegen aan Oostmoer 10.

## Geschiedenis
De fabriek werd opgericht in 1908 als onderdeel van de Textielfabriek S.A.W.. Het was een fluweelweverij. In 1925 verzelfstandigde de fabriek om in 1975 opnieuw te fuseren met S.A.W. In 1981 werd het bedrijf stopgezet. In de gebouwen vestigden zich de N.V. Textilia Industries en de textielververij Vebelin. Daarna kwam er onder meer een stofferingsbedrijf in het pand.

## Gebouw
Het gebouwencomplex is nog grotendeels aanwezig en werd uitgevoerd in oranjekleurige baksteen met witte banden. Ook is er nog een schoorsteen bewaard.

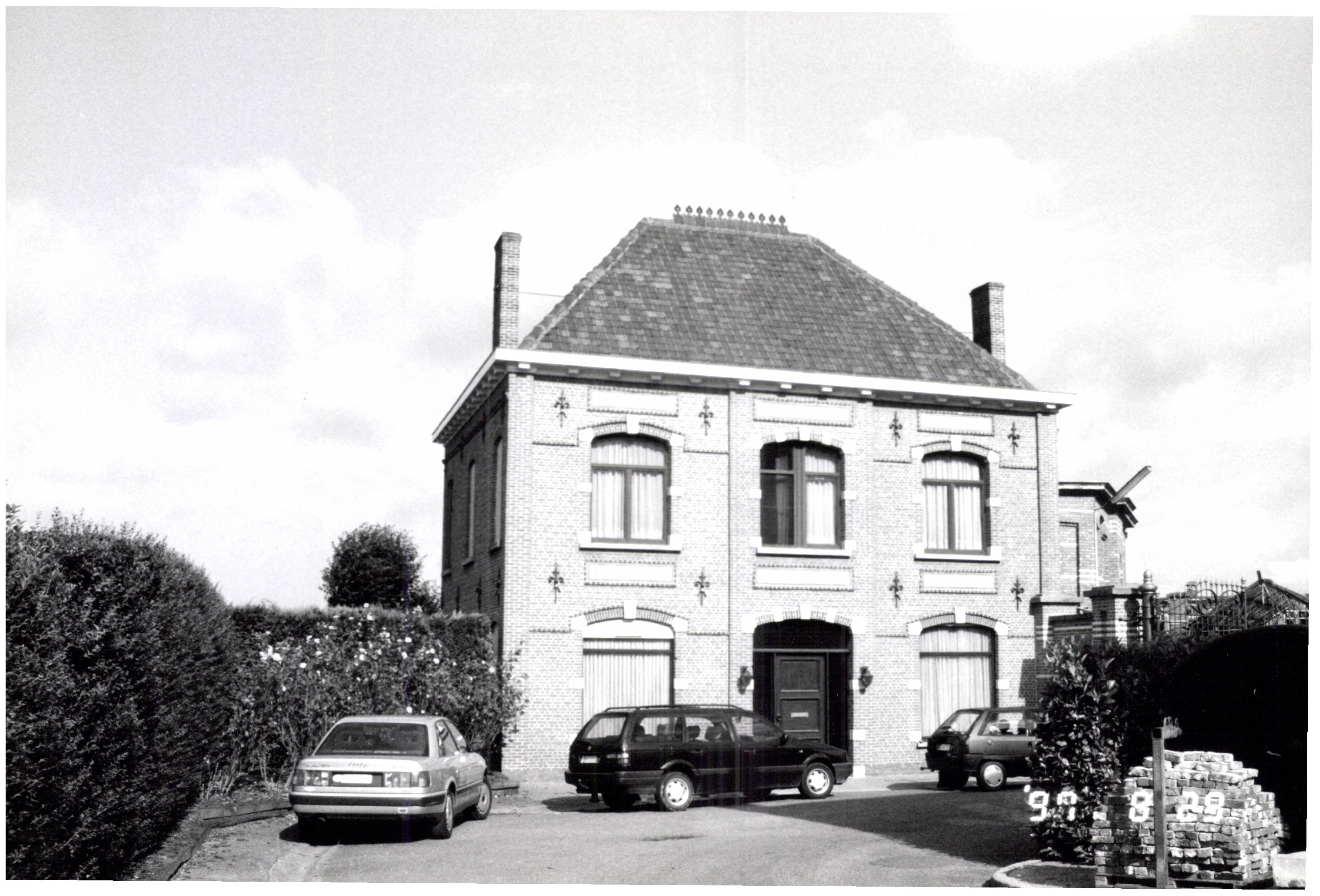
Kantoorgebouw
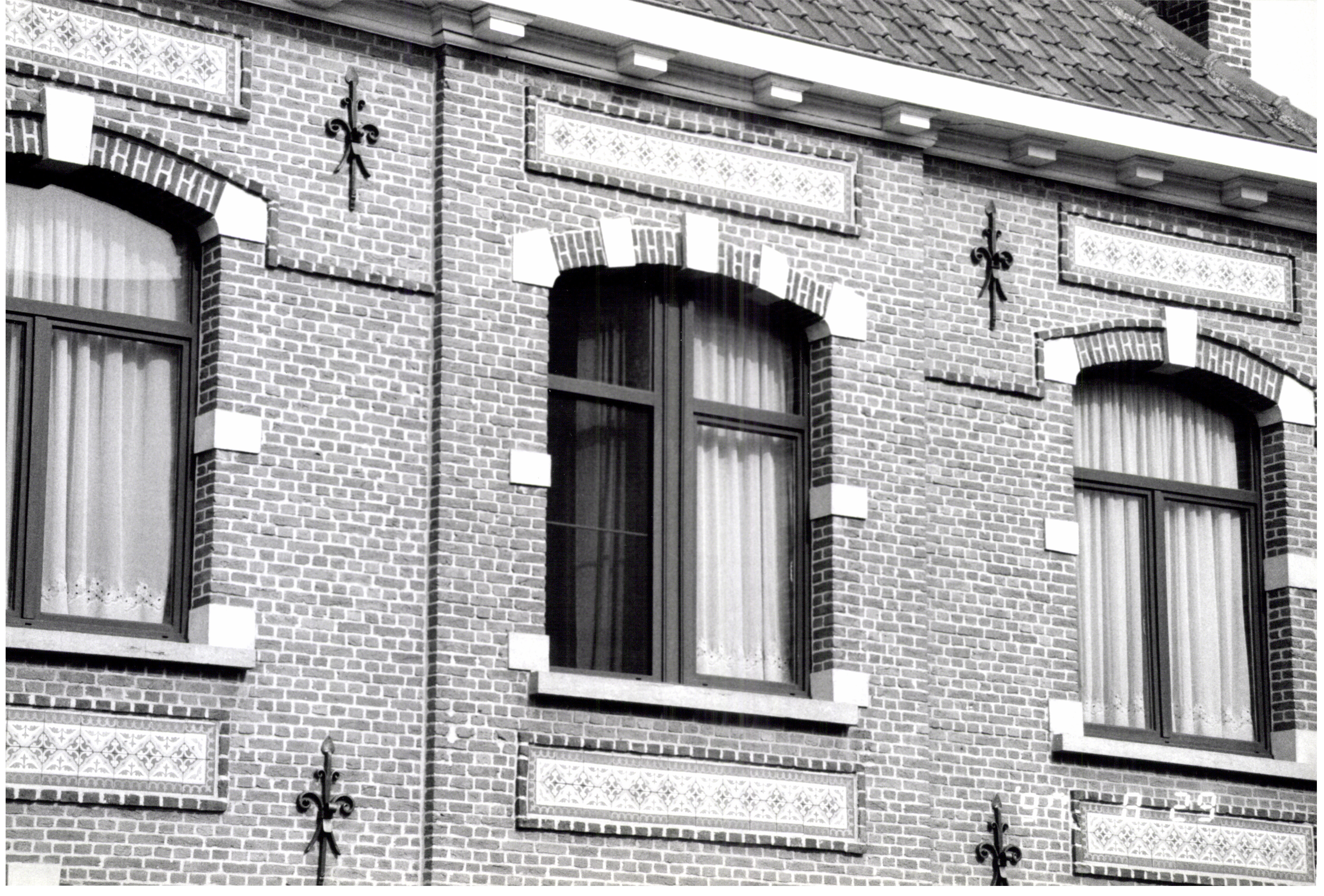
Baksteenarchitectuur
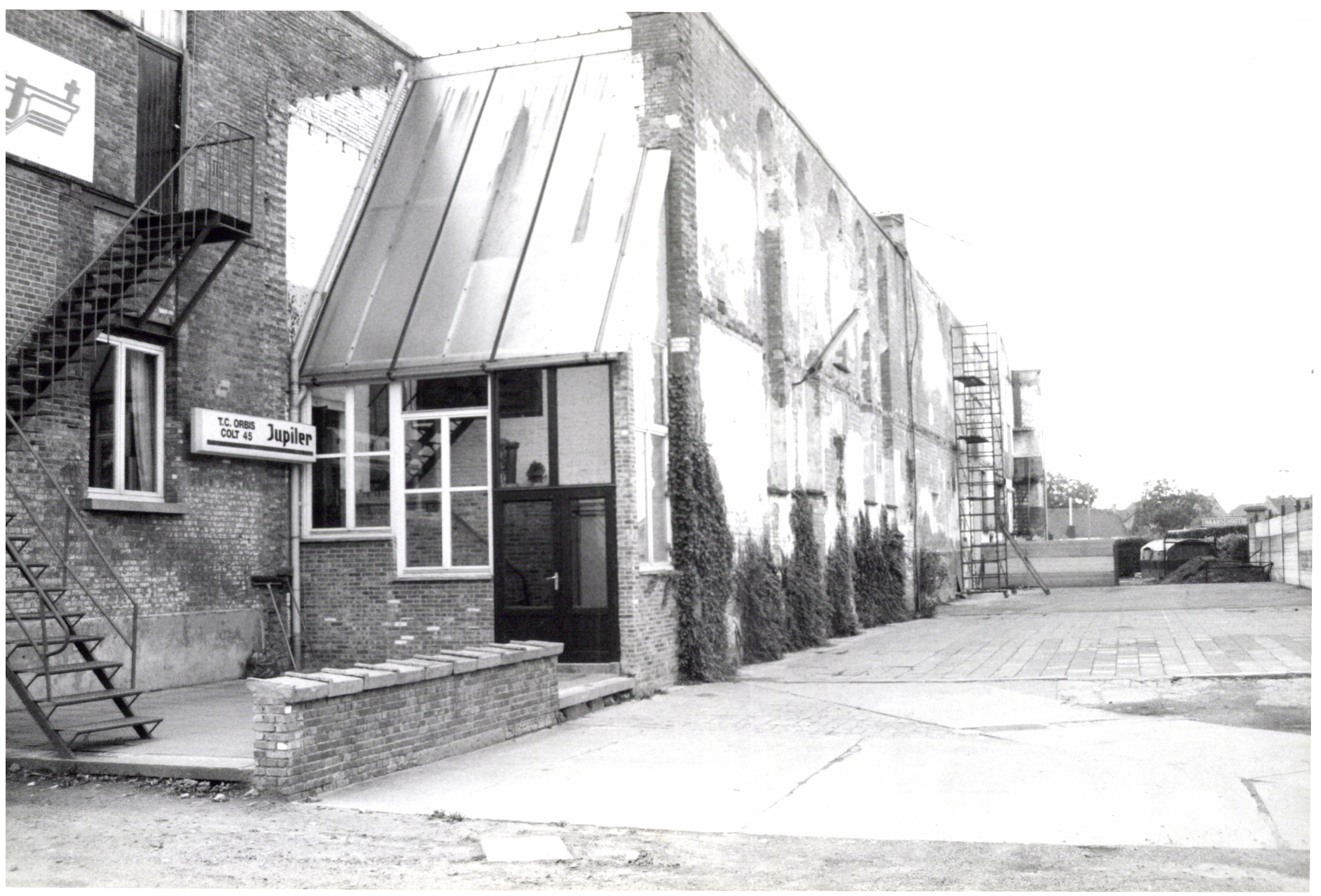
Gebouwencomplex